# Sofiane Benchekor
Pour les articles homonymes, voir Benchekor.
Sofiane Benchekor (en arabe : سفيان بن شقور), né en 1970, est un nageur algérien.

## Biographie

### Carrière
Sofiane Benchekor remporte la médaille d'or sur 200 mètres dos, la médaille d'argent sur 100 mètres dos et la médaille de bronze sur 200 mètres nage libre aux Jeux africains de 1987 à Nairobi.
Aux Jeux africains de 1991 au Caire, il conserve son titre sur 200 mètres dos et remporte la médaille d'argent du 100 mètres dos ainsi que des relais 4 x 100 mètres nage libre et 4 x 200 mètres nage libre.
Il met un terme à sa carrière sportive en 1994. Il entraîne ensuite l'ASCMO et l'équipe d'Algérie de natation.
Il est ensuite président et directeur sportif du club de natation du CSA/Bahia Nautique,.

### Famille
Sofiane Benchekor est l'oncle de l'escrimeuse Naïla Benchekor et le frère des nageurs Abdallah Benchekor et Yacine Benchekor.